# Apomys brownorum
Apomys brownorum — лісова миша, ендемічна для району гори Тапулао на Філіппінах. Названий на честь американського зоолога Барбари Елейн Рассел Браун.

## Характеристики
Загальний розмір 230–255 мм, хвіст: 107–116 мм; задні лапи: 31–35 мм; вухо: 21–22 мм і вага 60–84 грами. На спині миша має довге густе м'яке темно-коричневе хутро з темно-сірим черевним хутром, яке на кінчиках стає світлішим сіро-коричневим. Його хвіст двоколірний, темно-сірувато-коричневий на спині та майже білий на череві.

## Екологія
Apomys brownorum живе в старих хмарних лісах і вторинних лісах, що відновлюються, на висоті 2024 м, з нижньою межею десь між 1690 м і 2024 м. Невідомо, як великий видобуток хрому в середовищі існування впливає на вид.

## Поведінка
Миші харчуються насінням і безхребетними, наприклад дощовими черв'яками. Веде нічний спосіб життя.